# 霍爾斯峰
77°25′S 86°43′W / 77.417°S 86.717°W

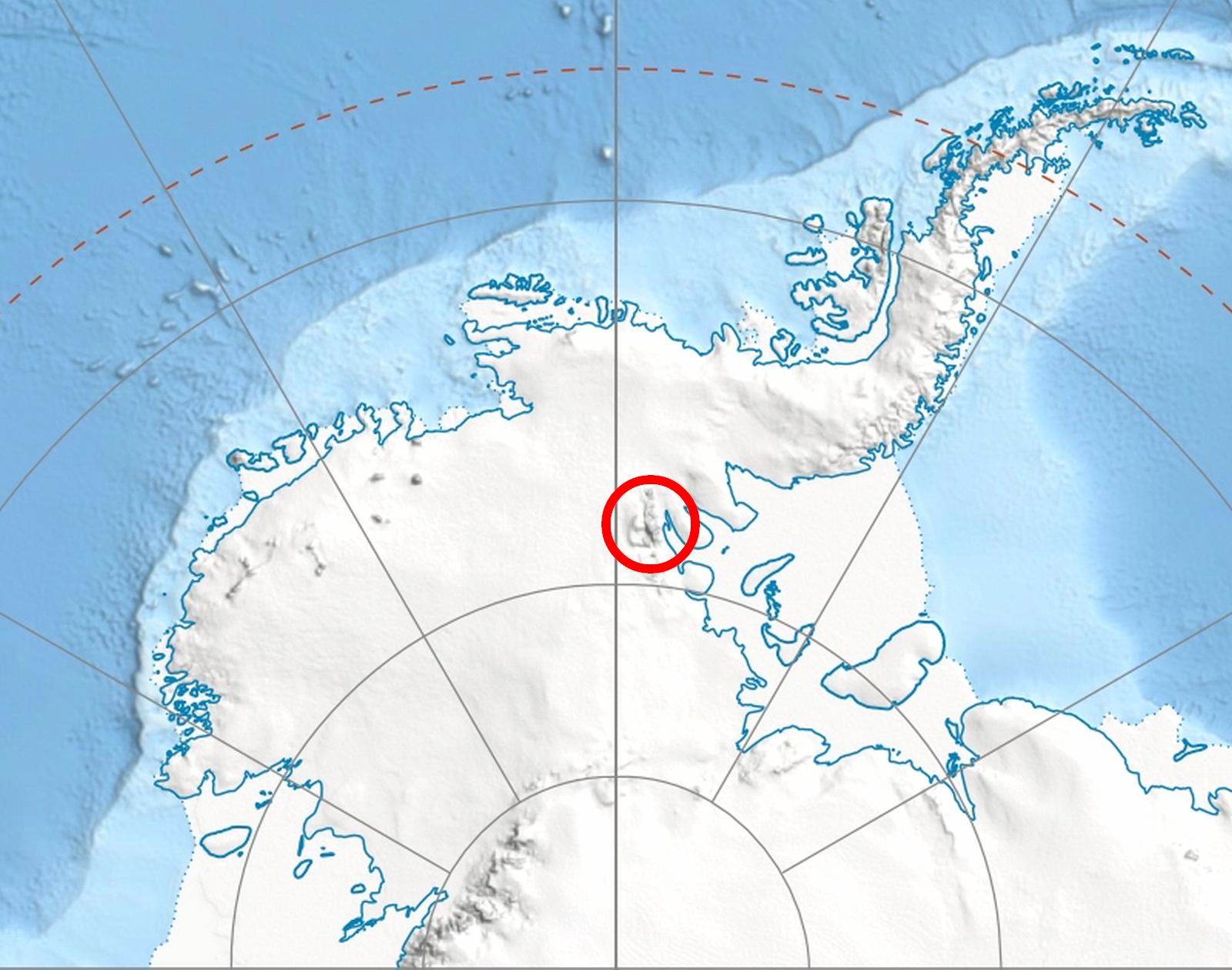

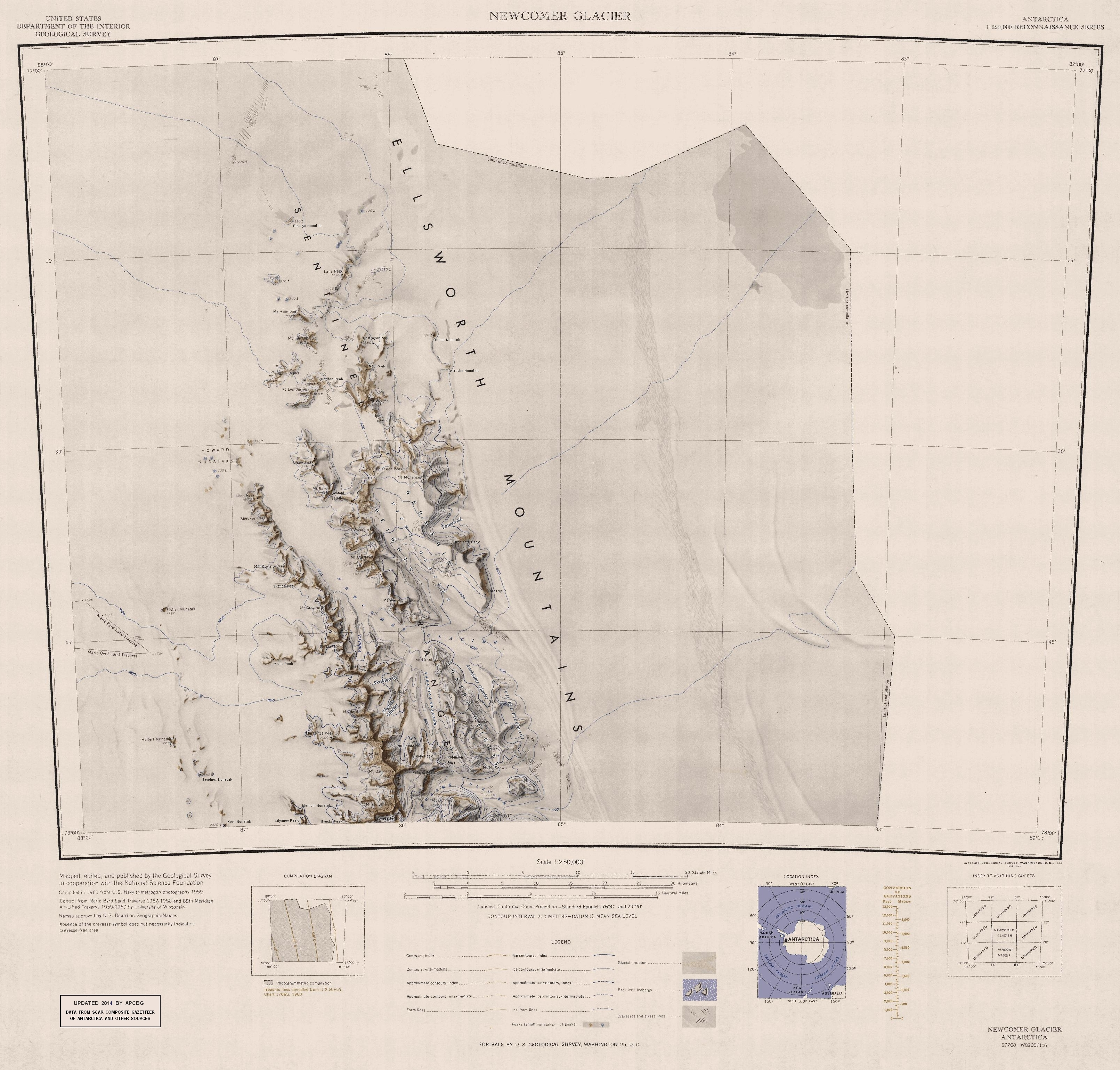

霍爾斯峰（英語：Holth Peaks），是南極洲的山峰，位於埃爾斯沃思地，處於林本納山西北面4公里，屬於埃爾斯沃思山脈中森蒂納爾嶺的一部分，海拔高度1,820米，在1935年11月23日由美國探險家發現，現時由南極條約體系管理。